# Кремёнки
Кремёнки — город (с 28 декабря 2004) в Жуковском районе Калужской области России. Образует городское поселение город Кремёнки.

## География
Город расположен на левом береге реки Протвы, при впадении в неё реки Боровны, в 32 км от райцентра Жукова, на границе с Московской областью, в непосредственной близости от города Протвино.

## История
Возник как населённый пункт около села Троицкое в начале XVIII века. По ревизии 1721—1722 (первая подушная перепись населения России) Кремёнки были приписаны к Серпуховскому уезду и принадлежали прапорщику Преображенского полка Ивану Петровичу Дашкову.
В «Списке населенных мест Калужской губернии» Кременки значится как владельческая деревня Тарусского уезда, в которой насчитывалось 28 дворов, проживало 204 человека и располагалась становая квартира.
В 1989 году получил статус посёлка городского типа
В соответствии со ст. 1 Закона Калужской области от 28.12.2004 № 6-ОЗ статус «рабочий посёлок» населённого пункта «Кремёнки» был изменён на статус «город».

## Население
| 1993    | 2000    | 2001    | 2002    | 2003    | 2005    | 2006    | 2007    | 2008    |
| ------- | ------- | ------- | ------- | ------- | ------- | ------- | ------- | ------- |
| 11 400  | ↗12 200 | →12 200 | ↘12 128 | ↘12 100 | →12 100 | ↗12 200 | →12 200 | ↘12 100 |
| 2009    | 2010    | 2011    | 2012    | 2013    | 2014    | 2015    | 2016    | 2017    |
| ↘11 936 | ↘11 582 | ↗11 600 | ↘11 351 | ↘11 172 | ↘10 958 | ↘10 854 | ↘10 774 | ↘10 692 |
| 2018    | 2019    | 2020    | 2021    | 2023    |         |         |         |         |
| ↘10 587 | ↘10 416 | ↘10 278 | ↗11 745 | ↘11 637 |         |         |         |         |

На 1 января 2025 года по численности населения город находился на 876-м месте из 1124 городов Российской Федерации.

## Экономика
Население в основном занято на предприятиях городов Протвино, Серпухов и Серпуховского района.
В городе также хорошо развита торговая система. Поскольку на территории города располагается санаторий «Вятичи» и детский лагерь «Робин Гуд» расположенный на месте базы «Курчатовец», городская экономика отчасти ориентирована на обслуживание потока туристов из Москвы и Московской области.
Работает производство по выпуску термоизоляционных покрытий. Действует завод по переработке морепродуктов, рыбы и рыбных полуфабрикатов.

## Достопримечательности
В городе имеется Военно-исторический музей «Кремёнки», а также мемориал «Вечный огонь», санаторий «Вятичи», Маяк Южный Боровнинский, детский лагерь «Робин Гуд», музей имени Е. Р. Дашковой.
Рядом (за рекой Протва) находится храм, в котором похоронена Екатерина Дашкова, руины её имения Троицкое — остатки корпусов и водяной мельницы.

## Галерея

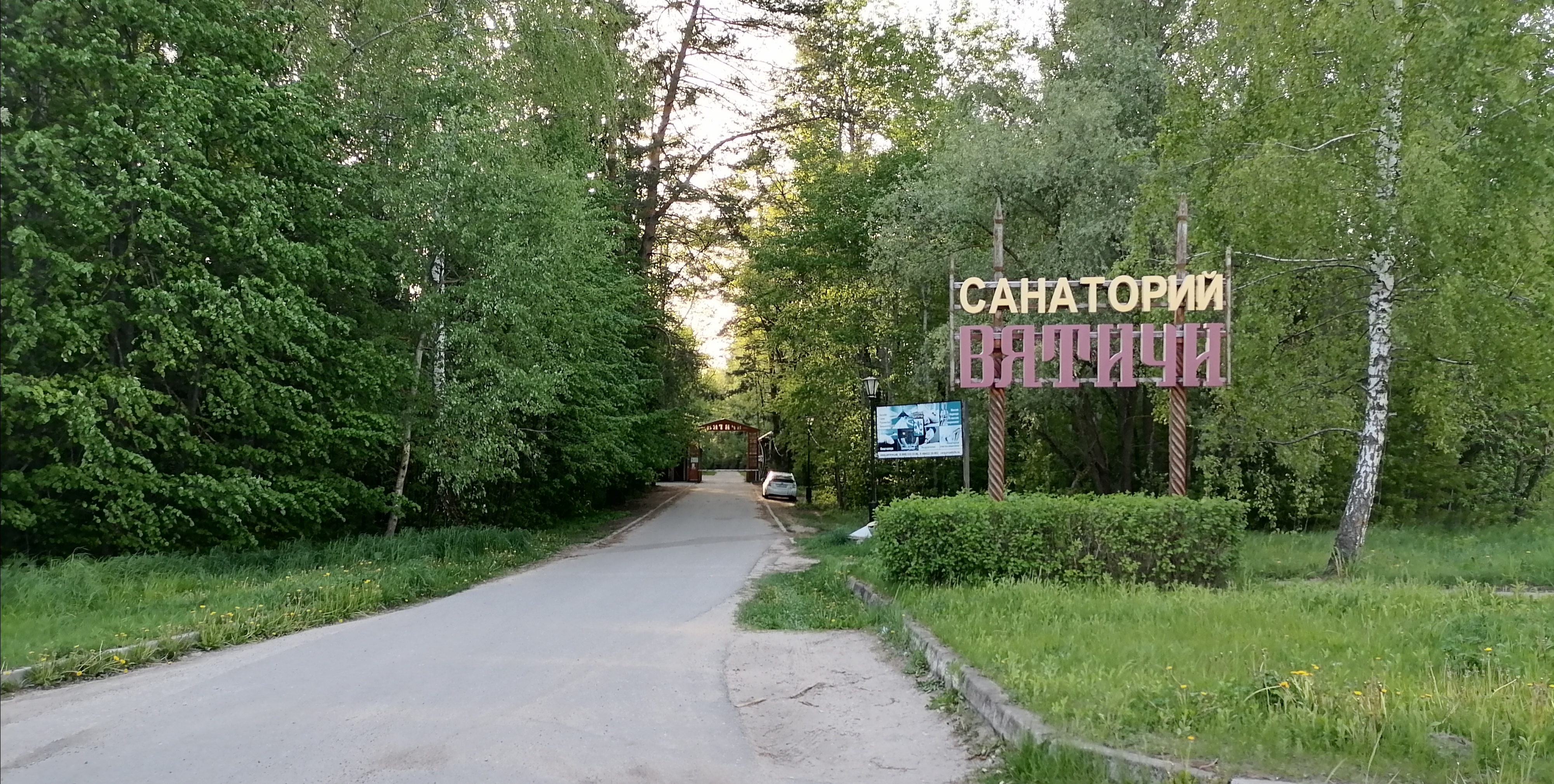
Подъезд к санаторию «Вятичи»
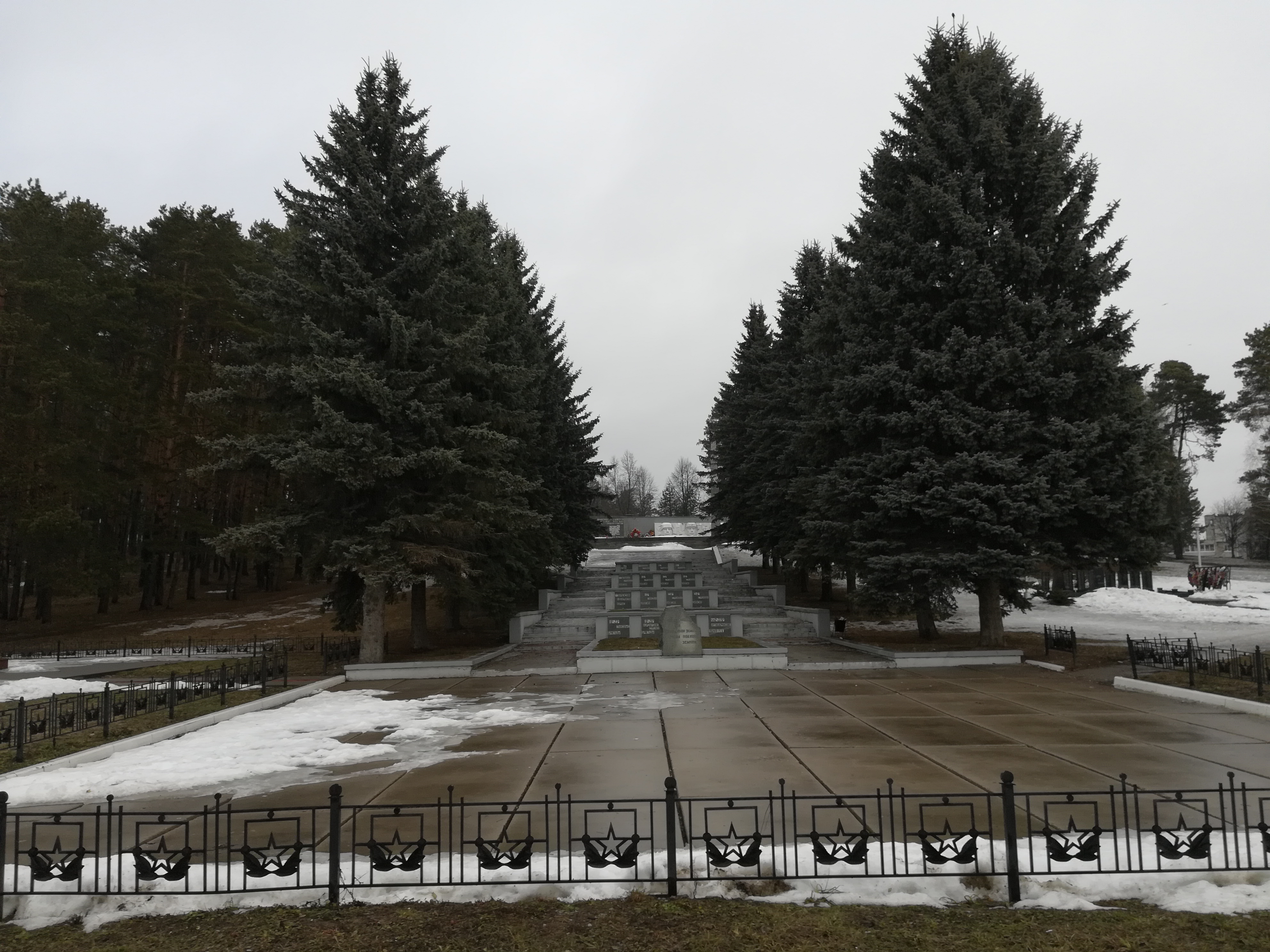
Военно-исторический музей «Кремёнки»
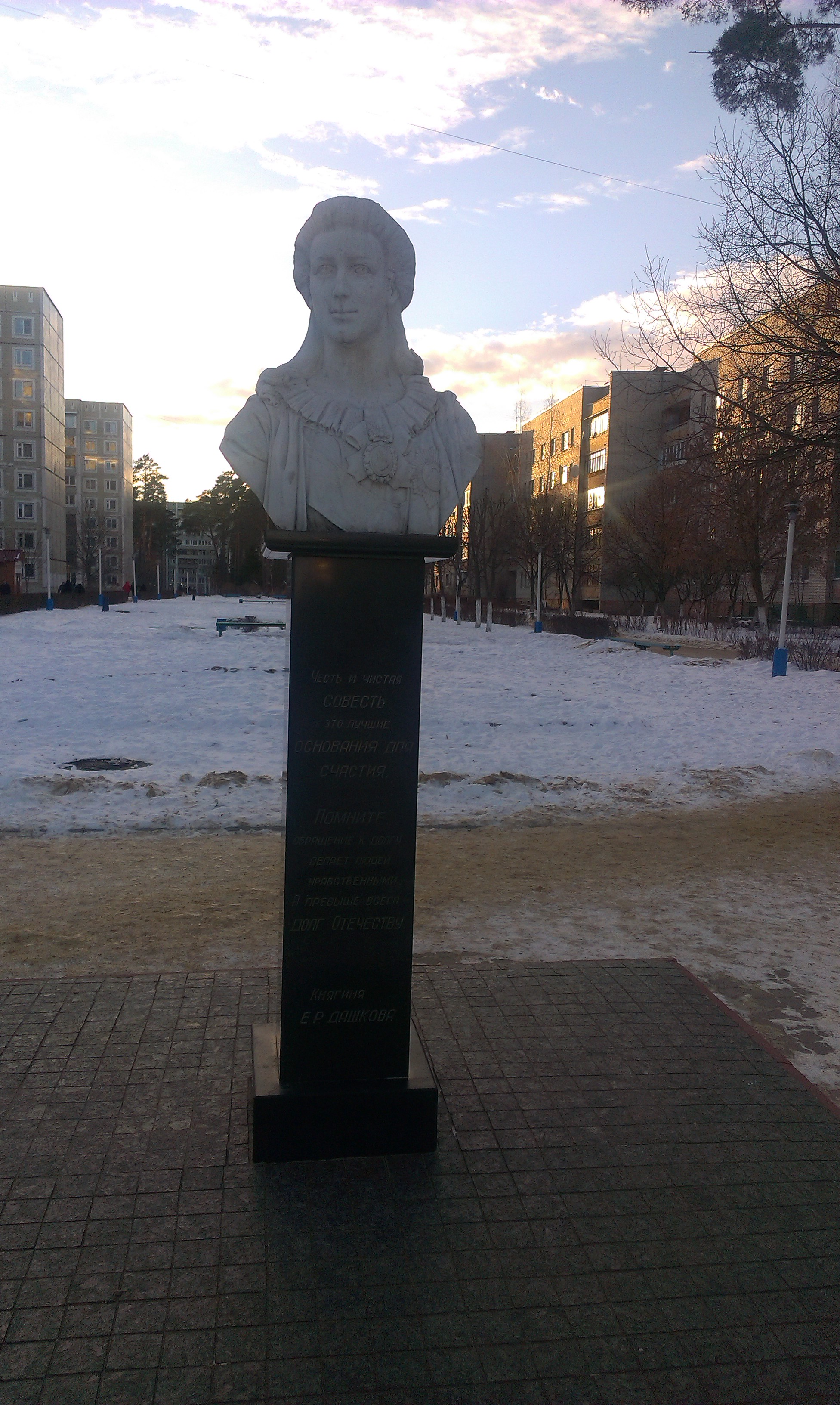
Бюст Дашковой